# Nick Moore
Nicholas Robert Moore (12 de diciembre de 1992) es un  estadounidense jugador profesional de fútbol americano que juega en la NFL con los Baltimore Ravens en la posición de Long Snapper.

## Béisbol
Moore pasó cuatro temporadas en el sistema de ligas menores de los Boston Red Soxs después de ser seleccionado en la 30ª ronda del draft de la MLB de 2011 fuera de la escuela secundaria. Principalmente jugó para los Lowell Spinners en primera base y tercera base.

## Carrera Universitaria
Jugó en la Brookwood High School. Moore jugó fútbol americano universitario en Georgia, donde fue reclutado para jugar como linebacker y también jugó de fullback. Cambió a pargo largo en 2017. Compitió en 23 juegos en su carrera de Bulldogs, incluidos 14 como sénior en 2018.

## Carrera profesional
Moore no fue seleccionado durante el Draft de la NFL de 2019. Moore firmó con los New Orleans Saints como agente libre no reclutado el 28 de abril de 2019. Moore fueliberado el 21 de agosto de 2019 por recortes en la lista. 
Moore firmó con los Tampa Bay Vipers de la XFL en un contrato de un año después de ser reclutado en la Fase 5 del Draft XFL 2020. Firmó con los Baltimore Ravens el 26 de marzo de 2020.  Actualmente compite por la posición con Morgan Cox.